# 玉木新雌 (企業)
有限会社玉木新雌（たまきにいめ、英称：tamaki niime Co., Ltd.）は、兵庫県西脇市比延町に本拠を置く、播州織のアパレルメーカーである。オリジナルブランドtamaki niimeは、主力商品であるショールを中心に、シャツ、パンツ、子供服、バッグなどが、2017年3月現在、国内はもとより15か国、200店舗で販売されている。特にショールは、柔らかいガーゼのような風合いで、旧来の男性シャツ生地の播州織のイメージを一新した。また、会社の本拠地がある西脇市比延町をコットンの町にする計画を掲げ、綿の無農薬栽培に取組み、生産の全工程での純日本産化を目指す試みを行うほか、社員らが自ら栽培した無農薬野菜を提供するカフェを併設するなど、ユニークな活動を行っている。

## 概要
福井県勝山市出身のファッションデザイナーの玉木新雌により、2006年に設立された。設立当初は、生地の生産だけを行っていたが、その後、糸染め、縫製、加工までの一貫した工程を自社で行い、特に1965年製のベルト式力織機で、玉木新雌自らが織り上げる「only one shawl」は人気商品となり、現在はショールを中心に、シャツ、パンツ、バッグ、子供服なども製作。tamaki niime ブランドは、日本国内のみならず2017年3月現在で15か国、200店舗で販売されている。ショールは経済産業省の「ザ・ワンダー500」にも選定された。現在は、古いシャトル織機や糸染め機だけではなく、CAD/CAM、整経機、アレンジワインダー、無縫製で編める編み機である最新鋭の島精機製作所製ホールガーメントをそろえるLabをもち、Shop、飲食スペースを併設しているほか、本拠地である比延町をコットンの町にする計画を掲げ、耕作放棄地を利用してオーガニックコットンの栽培に取り組み全工程での純日本産化を目指す試みを行っている。

## 沿革
- 2004年 - 12月、独立したファッションデザイナーの玉木新雌により、播州織の新しい解釈と開発を目指したブランドtamaki niimeが大阪市内[13]にて立ち上げられる。
- 2006年 - 4月、法人化、有限会社玉木新雌設立。
- 2008年 - 4月、西脇市に直営店をオープン。
- 2009年 - 5月、玉木が西脇市に移住。オリジナルショールの開発・発表、製作を開始。
- 2010年 - 4月、西脇市に直営店を移転し「tamaki niime weaving room & stock room」としてオープン。 10月、1965年製ベルト式力織機2台を購入。玉木自らが織る「only one shawl」 の製作を開始。人気商品となる。6月21日、玉木が兵庫県庁を訪問。井戸敏三と面会、播州織の多彩なデザインをPRする[14]。
- 2011年 - 5月、1983年製レピア織機を導入。
- 2012年 - 3月、革新編機を導入。10月、全国放送のテレビ番組に取り上げられ、ショールが在庫不足になるほど売れる。12月、ホールガーメントを使用したトップスの展開を開始。原糸生産を構想、原糸から製品までの完全国産化の計画に着手。12月、ニット製品を神戸・六甲のギャラリー「フクギドウ」の催事販売で初披露[15]。
- 2013年 - 4月、「tamaki niime weaving room & stock room」を同市内に移転。
- 2014年 - 2月、オーガニックコットンの栽培を開始。8月にはオランダ製の手織機「 louët “megado”」 を導入、11月には丸編機を導入。
- 2015年 - 「はなやか関西セレクション 2016」及び「ひょうご女性未来・縹（はなだ賞）」受賞。トックリキワタの栽培を始める。
- 2016年 - 9月1日、西脇市比延町の「日本のへそ」と称される岡之山麓に、「tamaki niime weaving room & stock room」を移転[1]。古い染工場をリノベーションした建物を、以前のLabの約5倍の面積を持つ新しいLab＆Shopとしてオープン。「作り手と買い手がつながるスペース」を目指し、ガラス越しにShopからLabが見える構造とする。染色機及びアレンジワインダーを導入。10月3日、関西経済連合会により、玉木の「ルーツショール」が訪日外国人らに勧めたい関西の特産品「はなやか関西セレクション」の10点の一つとして選定される。
- 2017年 - 2月、1967年製力織機 2台と整経機を導入。2月21日、「播州織メッセ！2017」（東京都港区）に出展。4月、米と野菜の無農薬栽培を開始。10月、丸編機、ガラ紡機2台を導入。計13台の機械が稼働。
- 2018年 - 1月、Shop＆Lab2階に有機栽培のコーヒーや地元産紅茶、日曜には「腹ごしらえ会」と称する菜食主義者向けメニューも含む体に優しい昼食を提供する約50席の飲食スペースを新設。

（より）

## tamaki niime ブランド
西脇市を中心とした北播磨地域で発達した播州織は、1800年頃に宮大工の飛田安兵衛が京都から持ち帰った技術をもとに、農家の閑農期の副業として織物が盛んとなり、その技術が確立され長い伝統があった。播州織は、兵庫県北播磨地域で製造され、一定の品質標準に達するものだけが認定されるブランドである。tamaki niime ブランドは、2004年に玉木新雌により立ち上げられる。オリジナル生地を探すうちに、偶然に東京の素材展で播州織職人に出会い、それをきっかけに、糸を先に染めてから織る播州織の製法に大きな可能性を感じ、その後は播州織アーティストとしての活動を始めた玉木は、播州織の伝統的な製法に、あらたにオリジナルな製法を加えて進化させた。
玉木は2008年に西脇市に直営店をオープンさせるが、それをきっかけに西脇市に移住。「デザインとものづくりの現場は近い方がいい」との信条を持ち、播州織アーティストとして、播州織の本場、西脇市で活動を始める。それまではデザインだけを行っていたのを、自ら織機を操作して自分だけの作品を作ることにこだわり開発を続けたが、ある時に偶然に生地の製作中に縫うことすら難しいほどの柔らかい生地が織り上がり、首に巻いたところ大変に着け心地がよいことに気づく。これが、その後、人気商品となる綿菓子のように柔らかい感触のショールの誕生に結び付く。その後も「性別・年齢・国籍を問わず誰にでも愛される独創的なショール」をコンセプトに開発を続ける。2010年に新たに導入した1965年製のベルト式力織機で、玉木自らが織り上げる商品「only one shawl」は、最新の機械では作り出せない独自の織柄の立体感で特に評価が高いヒット商品となる。ショールの開発に当たって、当初、玉木は職人にゆるく織ってくれるよう注文するが、やったことがないと驚かれたが、ひるまずに提案し続けたことでオリジナル生地への誕生に結び付いたという逸話がある。玉木は「ブランドとして成功するには、他に真似されないオリジナル性が必要。そのためには生地から差別化するほかない」と発言している。
玉木の基本的コンセプトは「自分が着たいものを着る」であり、特に生地にこだわっている。大量生産の時代に、生地作りや縫製といったひとつひとつの工程を重んじ、同時に日本人だからこそ作れるものを意識しデザインしたとされる。
2018年現在、Labには糸染め、縫製、加工までの一貫した工程を行うための、古いシャトル織機や糸染め機、整経機、CAD/CAM、さらに多色の糸を次々とつないで一本の糸に巻き取り虹のような色のグラデーションが作り出せるアレンジワインダーや、無縫製で編める編み機である最新鋭の島精機製作所製ホールガーメントの設備までをそなえ、ショールを中心に、シャツ、パンツ、子供服、バッグなどを製作している。日本では直営店、全国各地のセレクトショップ、百貨店での販売や展示会で発売されているほか、海外での評価も高く、2017年3月現在でアメリカ、イギリス、カナダ、ベルギー、台湾ほか、卸先は世界15か国におよぶ。また、玉木新雌自身はテーラーを学んでおり、シャツを始めユニセックスでモダンな服作りも得意とし、tamaki niime ブランドのシャツや洋服を好む消費者も多く、兵庫県知事の井戸敏三も愛用している。

## Shop & Lab
創業者である玉木新雌が、初めて見た瞬間に「ここだ」と直感した岡之山麓の川に隣接する田園地帯にたたずむ染工場跡に2016年に移転した工房兼ショップで、播州織の始祖と言われる飛田安兵衛生誕の地でもある比延町にある。都会からの来客が田舎のよさと空気を体感しながら、モノづくりの様子を見学できるよう配慮され、Shopからはガラス越しにLabが見える造りとなっている。

### 所在地
- 兵庫県西脇市比延町550-1[4]